# Mistrzostwa Polski w Narciarstwie Alpejskim 2020
Mistrzostwa Polski w Narciarstwie Alpejskim 2020, właśc. Międzynarodowe Mistrzostwa Polski w Narciarstwie Alpejskim 2020 – 89. edycja mistrzostw, która odbyła się na trasie Palenica 1 w Szczawnicy w dniach 30 stycznia–1 lutego 2020 roku.

## Medaliści

### Mężczyźni
| Konkurencja       | Złoto                            | Wynik   | Srebro                                | Wynik   | Brąz                                  | Wynik   |
| Slalom            | Piotr Habdas AZS-AWF Katowice    | 1:50,95 | Paweł Pyjas AZS-AWF Katowice          | 1:51,57 | Dominik Białobrzycki AZS-AWF Katowice | 1:51,70 |
| Slalom gigant     | Piotr Habdas KS Beskidy          | 1:35,43 | Paweł Pyjas AZS-AWF Katowice          | 1:36,88 | Szymon Bębenek AZS Zakopane           | 1:37,06 |
| Slalom równoległy | Michał Michalik AZS-AWF Katowice |         | Dominik Białobrzycki AZS-AWF Katowice |         | Piotr Habdas KS Beskidy               |         |

### Kobiety
| Konkurencja       | Złoto                        | Wynik   | Srebro                      | Wynik   | Brąz                              | Wynik   |
| Slalom            | Zuzanna Czapska WKN Warszawa | 1:56,19 | Aniela Sawicka MMS Dendyski | 1:57,97 | Maja Chyla KS Yeti                | 1:59,75 |
| Slalom gigant     | Maja Chyla KS Yeti           | 1:39,97 | Daria Krajewska KS Beskidy  | 1:41,67 | Anna Malczewska-Skarbek PK Kraków | 1:42,39 |
| Slalom równoległy | Zuzanna Czapska WKN Warszawa |         | Aniela Sawicka MMS Dendyski |         | Julia Włodarczyk AZS-AWF Katowice |         |